# Эсперанса (микрорегион)

Эсперанса на карте.

Эсперанса (порт. Microrregião de Esperança) — микрорегион в Бразилии. входит в штат Параиба. Составная часть мезорегиона Сельскохозяйственный район штата Параиба. 
Население составляет 	53 596	 человек (на 2010 год). Площадь — 	278,434	 км². Плотность населения — 	192,49	 чел./км².

## Демография
Согласно сведениям, собранным в ходе переписи 2010 г. Национальным институтом географии и статистики (IBGE), население микрорегиона составляет:						
| Полное население                             | Полное население                             | Полное население                             | Полное население                             | 53 596 |
| -------------------------------------------- | -------------------------------------------- | -------------------------------------------- | -------------------------------------------- | ------ |
| в том числе:                                 | Городское население                          | 34 046                                       | Процент городского населения, %              | 63,52  |
|                                              | Сельское население                           | 19 550                                       | Процент сельского населения, %               | 36,48  |
|                                              | Мужское население                            | 26 118                                       | Процент мужского населения, %                | 48,73  |
|                                              | Женское население                            | 27 478                                       | Процент женского населения, %                | 51,27  |
| Плотность населения, чел/км²                 | Плотность населения, чел/км²                 | Плотность населения, чел/км²                 | Плотность населения, чел/км²                 | 192,49 |
| Население микрорегиона в % к населению штата | Население микрорегиона в % к населению штата | Население микрорегиона в % к населению штата | Население микрорегиона в % к населению штата | 1,42   |

## Статистика
- Валовой внутренний продукт на 2003 год составляет 115 944 132,00 реалов (данные: Бразильский институт географии и статистики).
- Валовой внутренний продукт на душу населения на 2003 год составляет 2365,16 реалов (данные: Бразильский институт географии и статистики).
- Индекс развития человеческого потенциала на 2000 год составляет 0,622 (данные: Программа развития ООН).

## Состав микрорегиона
В составе микрорегиона  включены следующие муниципалитеты:
1. Ареял
2. Эсперанса
3. Монтадас
4. Сан-Себастьян-ди-Лагоа-ди-Роса